# XIXe congrès du Parti communiste français
Le XIXe congrès du PCF s'est tenu à Nanterre, du 4 au 8 février 1970.

## Membres de la direction

### Bureau politique
- Titulaires : Gustave Ansart, Guy Besse, François Billoux, Jacques Duclos, Étienne Fajon, Benoît Frachon, Georges Frischmann, Raymond Guyot, Henri Krasucki, Paul Laurent, Roland Leroy, Georges Marchais, René Piquet, Gaston Plissonnier, Waldeck Rochet, Georges Séguy, André Vieuguet
- Suppléants :  Claude Poperen, Madeleine Vincent

### Secrétariat du Comité central
- Waldeck Rochet (secrétaire général du Parti), Georges Marchais (secrétaire général adjoint), Étienne Fajon, Roland Leroy, René Piquet, Gaston Plissonnier, André Vieuguet.